# Kaiserberg (Lausitzer Bergland)
Der Kaiserberg ist ein 494,8 m ü. NHN hoher Berg im Lausitzer Bergland. Er liegt an der Grenze der Gemarkungen Hertigswalde und Sebnitz im Landkreis Sächsische Schweiz-Osterzgebirge in Sachsen. 

## Geographie
Der Berg liegt im Sebnitzer Wald an der Grenze der Lausitzer Berglandes. Er grenzt im Westen an den Buchberg (460 m) und im Osten und Norden an den Tanečnice (599 m). Das geologische Grundgestein besteht aus mittelkörnigem Lausitzer Granodiorit. Der vorherrschende Bodentyp ist podsolige Braunerde, die im Tal zwischen Kaiserberg und Tanečnice durch Gley und Pseudogley ergänzt ist. Der gesamte Berg liegt im Einzugsgebiet der Sebnitz und entwässert über die Elbe in die Nordsee. Am Nordfuß fließt der Mannsgraben. Der Berg ist ein Teil des FFH-Gebietes Sebnitzer Wald und Kaiserberg. Im Nadelwald überwiegt die Monokultur der Gemeinen Fichte (Picea abies). Über den Gipfel führt ein gelb markierter Wanderweg zum Grenzübergang nach Tschechien, der sich am östlichen Fuß im Sattel zwischen Kaiserberg und Tanzplan etwa 400 Meter vom Gipfel entfernt befindet. Der Ilse-Ohnesorge-Weg sowie das Steinmeer Ilse-Ohnesorge-Steine oben auf dem Hügel sind nach der lokalen Landschaftsmalerin Ilse Ohnesorge (1866–1937) benannt. Entlang des Nordhangs führt eine ungenutzte Seilbahn mit Skipiste auf den Gipfel und von der Spitze des Bergs ist eine Aussicht in die gleiche Richtung möglich.